# Strongylognathus arnoldii
Strongylognathus arnoldii là một loài côn trùng thuộc họ Formicidae. Đây là loài đặc hữu của Nga.